# Amblyseius tamatavensis
Amblyseius tamatavensis är en spindeldjursart som beskrevs av Blommers 1974. Amblyseius tamatavensis ingår i släktet Amblyseius och familjen Phytoseiidae. Inga underarter finns listade i Catalogue of Life.